# Kup Nogometnog saveza Zadarske županije 2017./18.
Kup Nogometnog saveza Zadarske županije za sezonu 2017./18. se igra u proljetnom dijelu sezone. Pobjednik natjecanja stječe pravo nastupa u pretkolu Hrvatskog kupa u sezoni 2018./19. 

Kup je osvojio "Primorac" iz Biograda na Moru.

## Sudionici
U natjecanju sudjeluju 24 kluba, prikazani prema pripadnosti ligama u sezoni 2017./18.
| 3. HNL – Jug (III.) - Primorac, Biograd na Moru | 1. ŽNL Zadarska (IV.) - Arbanasi, Zadar - Bibinje, Bibinje - Croatia, Turanj, Sveti Filip i Jakov - Dalmatinac, Crno, Zadar - Dragovoljac, Poličnik - Hajduk, Pridraga, Novigrad - Hrvatski Vitez, Posedarje - Pakoštane, Pakoštane - Polača, Polača - Sabunjar, Privlaka - Škabrnja, Škabrnja - Velebit, Benkovac - Zemunik, Zemunik Donji - Zlatna Luka, Sukošan | 2. ŽNL Zadarska (V.) - Debeljak, Debeljak, Sukošan - Gorica, Gorica, Sukošan - Murvica, Murvica, Poličnik - NOŠK, Novigrad - Nova Zora, Sveti Filip i Jakov - Pag, Pag - Podgradina, Podgradina, Posedarje - Vrčevo, Glavica, Sukošan - Zrmanja, Obrovac |

Klub oslobođen nastupa zbog dovoljnog koeficijenta za Hrvatski nogometni kup, u kojem nastupa od šesnaestine završnice: 

3. HNL – Jug (III.)
- Zadar, Zadar

## Rezultati

### 1. kolo
| par                                          | rez. | napomene |
| -------------------------------------------- | ---- | -------- |
| Podgradina – Bibinje                         | 0:3  |          |
| Sabunjar Privlaka – Primorac Biograd na Moru | 1:5  |          |
| Pag – Nova Zora Sveti Filip i Jakov          | 3:1  |          |
| Zlatna Luka Sukošan – Pakoštane              | 2:0  |          |
| Hajduk Pridraga – Croatia Turanj             | 3:0  |          |
| Debeljak – Arbanasi Zadar                    | 3:1  |          |
| Polača – Murvica                             | 2:0  |          |
| Škabrnja – NOŠK Novigrad                     | 3:1  |          |

### 2. kolo
| par                                        | rez.           | napomene                                    |
| ------------------------------------------ | -------------- | ------------------------------------------- |
| Dragovoljac Poličnik – Polača              | 1:0            |                                             |
| Dalmatinac Crno – Zlatna Luka Sukošan      | 2:0            |                                             |
| Hrvatski Vitez Posedarje – Zrmanja Obrovac | 6:0            |                                             |
| Zemunik (Zemunik Donji) – Bibinje          | 4:2            |                                             |
| Hajduk Pridraga – Škabrnja                 | 2:1            |                                             |
| Velebit Benkovac – Debeljak                | 6:1            |                                             |
| Pag – Vrčevo Glavica                       | 1:1 (4:3 11 m) | Pag prošao boljim izvođenjem jedanaesteraca |
| Primorac Biograd na Moru – Gorica          | 10:1           |                                             |

### Četvrtzavršnica (3. kolo)
| par                                                 | rez.           | napomene                                            |
| --------------------------------------------------- | -------------- | --------------------------------------------------- |
| Dragovoljac Poličnik – Hajduk Pridraga              | 0:0 (4:3 11 m) | Dragovoljac prošao boljim izvođenjem jedanaesteraca |
| Dalmatinac Crno – Zemunik (Zemunik Donji)           | 5:1            |                                                     |
| Velebit Benkovac – Pag                              | 6:1            |                                                     |
| Primorac Biograd na Moru – Hrvatski Vitez Posedarje | 5:1            |                                                     |

### Poluzavršnica
| par                                        | rez. | napomene |
| ------------------------------------------ | ---- | -------- |
| Dragovoljac Poličnik – Velebit Benkovac    | 2:1  |          |
| Primorac Biograd na Moru – Dalmatinac Crno | 3:1  |          |

### Završnica
| mjesto završnice | stadion | datum             | klub1                | klub2                    | rezultat |                                                       |
| ---------------- | ------- | ----------------- | -------------------- | ------------------------ | -------- | ----------------------------------------------------- |
| Zadar            | Stanovi | 24. svibnja 2018. | Dragovoljac Poličnik | Primorac Biograd na Moru | 0:1      | Primorac osvojio kup boljim izvođenjem jedanaesteraca |

## Poveznice
- Kup Nogometnog saveza Zadarske županije
- 1. ŽNL Zadarska 2017./18.
- 2. ŽNL Zadarska 2017./18.